# Анатолий Соловяненко
Анатолий Соловьяненко (25 септември 1932 – 29 юли 1999) е оперен певец (тенор). Народен артист на СССР (1975). Герой на Украйна (2008).

## Биография
Анатолий е роден на 25 септември 1932 г. в град Сталино (днес Донецк) в семейство наследствена миньор. Учи в Донецк Националния технически университет.
През 1997 г. отвори си Гала концерт представяне на Международния фестивал „Сходы до Неба“.
Анатолий Соловяненко умира от инфаркт на 29 юли 1999 г.